# St. Marien (Gauerstadt)

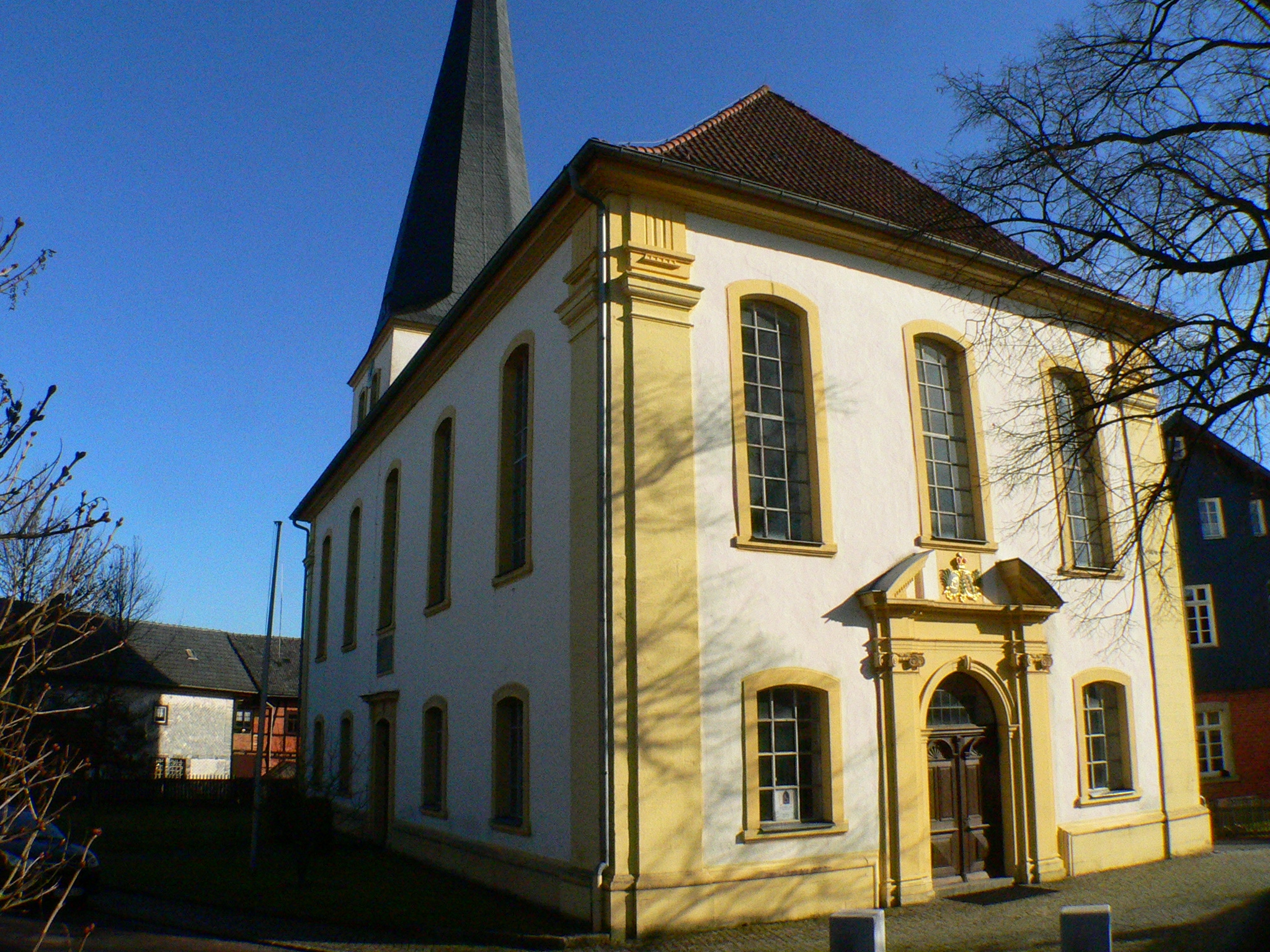
Außenansicht

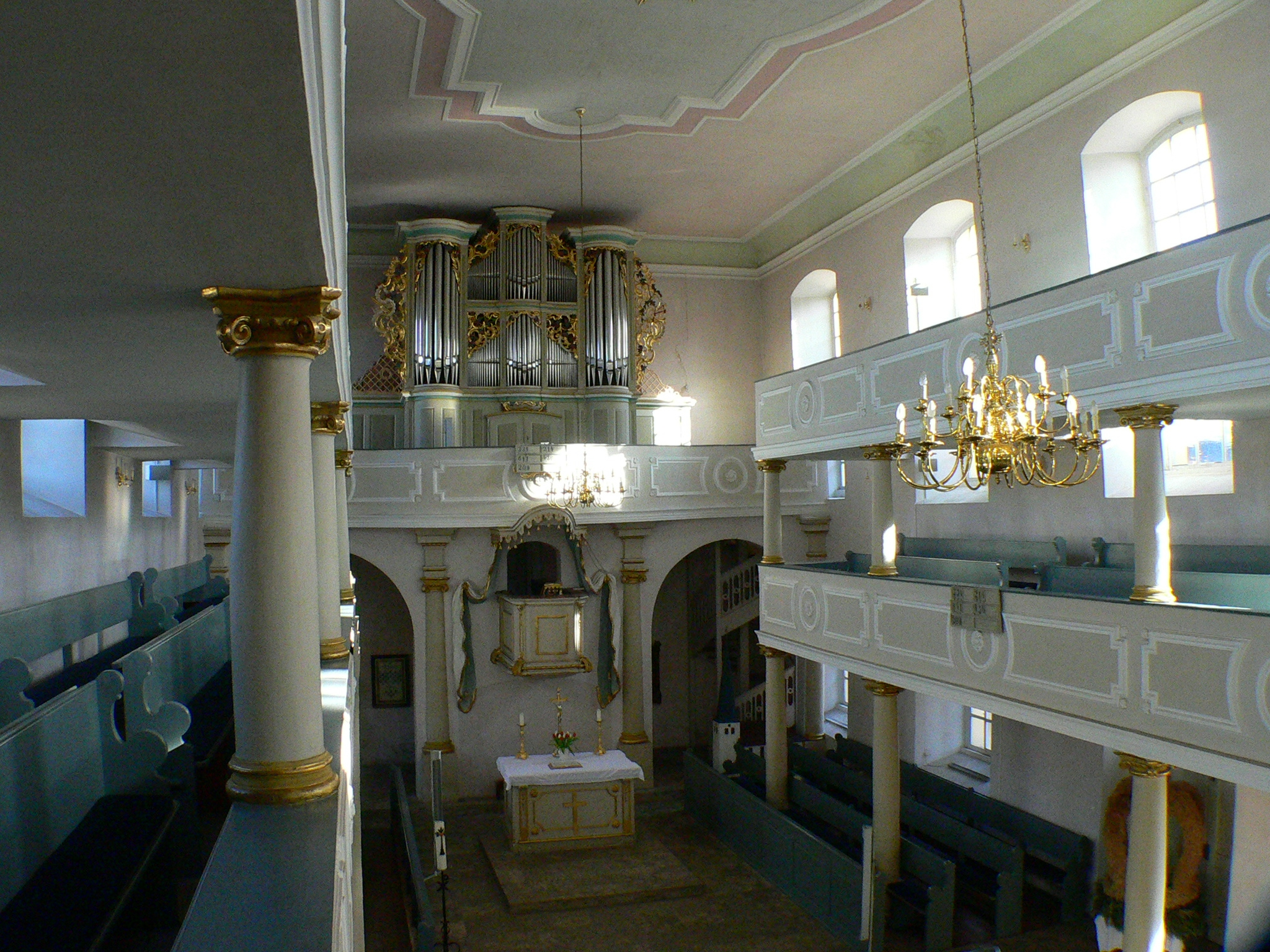
Innenraum

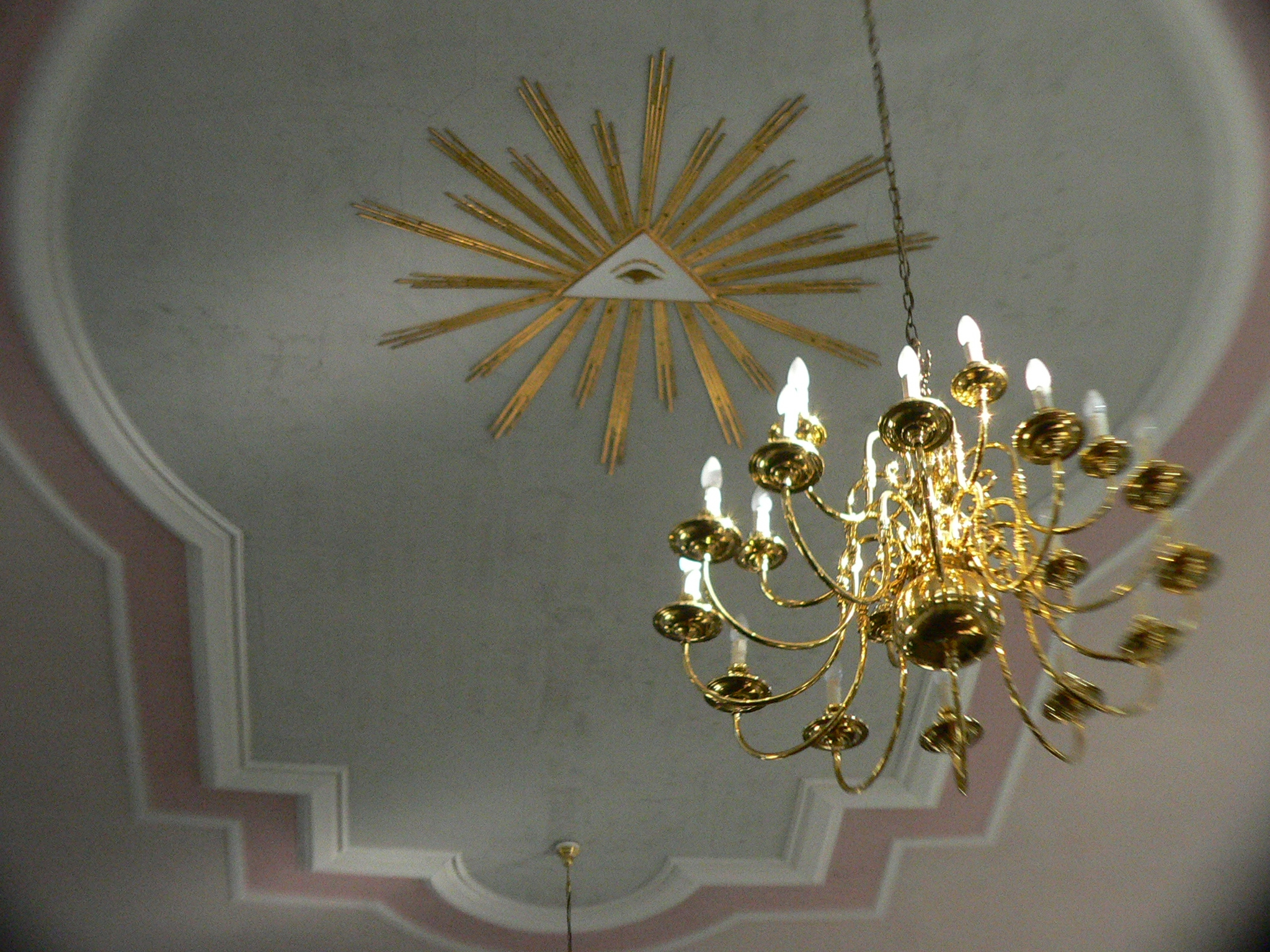
Decke

Die evangelisch-lutherische Pfarrkirche St. Marien steht in Gauerstadt, einem Gemeindeteil der oberfränkischen Stadt Bad Rodach im Landkreis Coburg. An den mittelalterlichen Chorturm wurde zwischen 1797 und 1800 ein neues Langhaus gefügt. Für eine fränkische Landgemeinde weist das Gotteshaus eine ungewöhnlich Größe auf.

## Geschichte

### Bauphasen
Die Ursprünge des Gotteshauses liegen in der Spätgotik. Der 51 Meter hohe Ostturm stammt im Kern aus dieser Zeit und ist der höchste im Coburger Land. Der Turmraum, in dem sich anfangs der Altar und später die Sakristei befand, hat ein gotisches Kreuzgewölbe mit einem Christuskopf als Schlussstein. Zunächst war an den Turm ein niedriger Kirchenraum angebaut, der 1597 durch einen größeren Fachwerkbau ersetzt wurde.
Rund 200 Jahre später wich der Kirchenraum einem größeren Neubau, für den Herzog Ernst Friedrich von Sachsen-Coburg-Saalfeld als Bauherr auftrat. Seine Initialen „EF“ mit dem sächsischen Rautenkranz befinden sich über dem Westeingang der Kirche. Es war der einzige größere Kirchenneubau im Herzogtum während seiner Regentschaft. Eine außen über dem Nordportal angebrachte Tafel mit lateinischer Inschrift weist auf den Neubau von 1797 bis 1800 hin.

### Innenraum
Der im Stil des späten Rokoko sehr hell in den Farben weiß, beige und lindgrün gestaltete Kircheninnenraum hat an drei Seiten zweigeschossige Emporen, deren Brüstungen mit Querfeldern geschmückt sind und von marmorierten Säulen getragen werden. Über dem stirnseitig angeordneten Altar befindet sich die mit reichem Schnitzwerk versehene Orgel auf einer weiteren Empore. Das 1797 bis 1800 gebaute Instrument der Coburger Orgelbauer Haueis und Hofmann hat 23 Register auf zwei Manualen mit Pedal und besitzt noch die mechanische Balganlage. Zwischen Altar und Orgelempore ragt die ebenfalls reich verzierte Kanzel in den Raum. Die Decke ist mit einer umfassenden Kartusche verziert, in deren Mitte sich das Auge Gottes befindet.
Auffallend ist, dass der Altarraum entgegen der sonst im Coburger Land üblichen Gestaltung nach hinten abgemauert ist und an den Seiten nur zwei rundbogige Durchlässe aufweist, was den Kirchenraum in seiner rechteckiger Form geschlossen darstellt. Die Längsseiten des Gebäudes sind durch zwei Reihen flachbogiger Fenster durchbrochen, die ohne farbiges Glas das Tageslicht in den Raum einlassen. Die Glocken der Kirche stammen aus den Jahren 1488, 1513 und 1923.

### Gemeinde
Helmuth Johnsen wurde 1919 Predigtamtskandidat in der Gemeinde und anschließend bis 1929 Pfarrer.